# Riserva naturale Quarto Santa Chiara
La riserva naturale Quarto Santa Chiara è un'area naturale protetta di 485 ha, istituita nel 1982 e situata nel comune di Palena, in provincia di Chieti.

## Descrizione

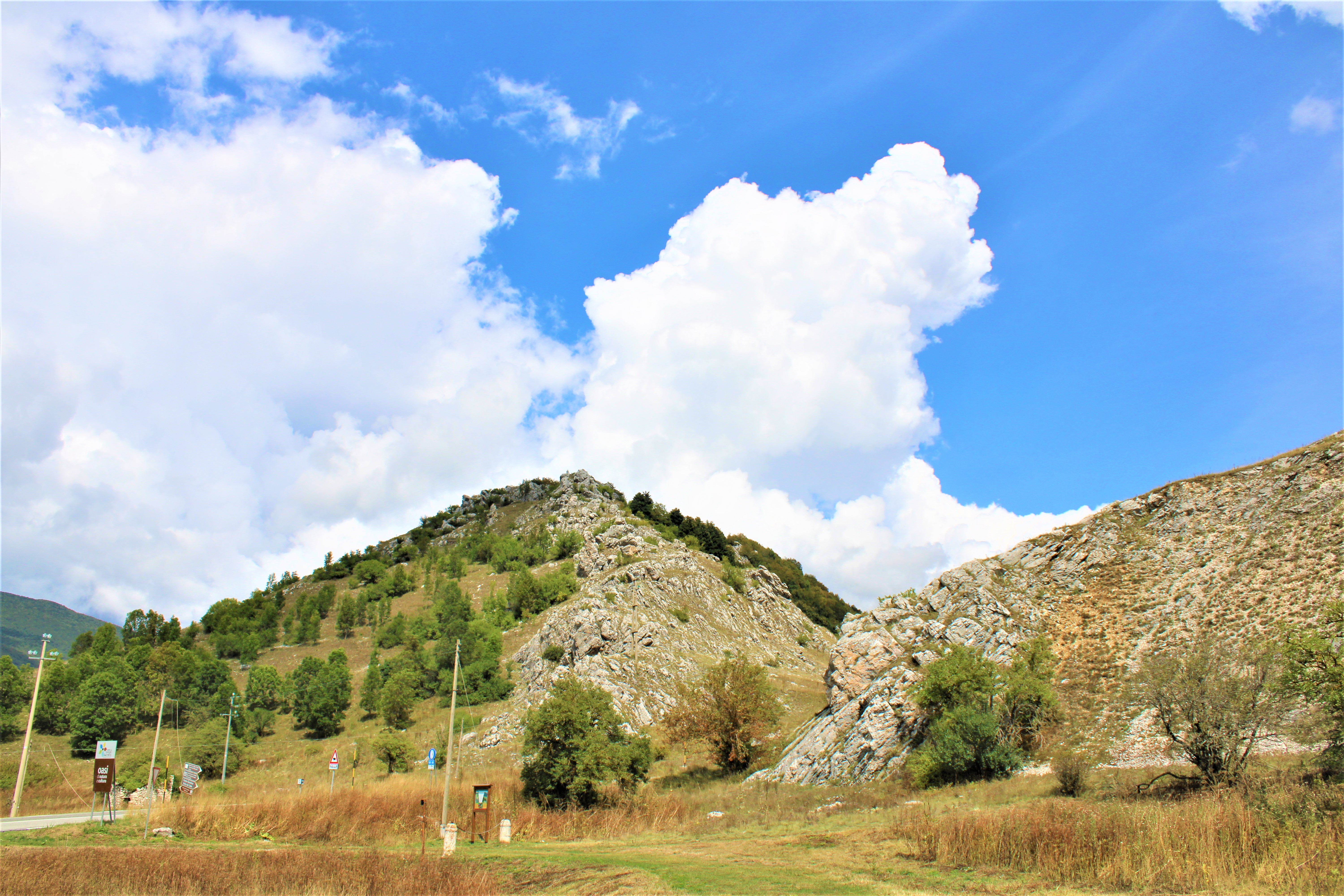
Uno scorcio dell'ambiente della riserva

La riserva occupa una superficie di 485 ha, pari a circa 5 km², con un dislivello che spazia dai 1073 m s.l.m. di Fosso Grottignano ai 1729 m s.l.m. di Serra Malvone (o Molione). Il proprio areale comprende parte dell'altopiano di Quarto Santa Chiara, da cui il nome, a sua volta derivante dalle monache del monastero di Santa Chiara di Sulmona, che possedettero il territorio dell'altopiano dal 1268 fino al 1862. La presenza di tale quarto, di origine tettonico-carsica, unita a quella boschiva che si diparte dai pendii del monte Porrara e dei monti Pizzi, alternata a tratti adibiti a pascolo, quali praterie meso-igrofile e xerofitiche, contribuisce a rendere l'ambiente della riserva molto variegato. Il quarto infatti è ciò che resta di un bacino endoreico ed è percorso dal fosso La Vera e da alcuni ruscelli minori, la cui azione carsica ha portato, nel tempo, alla nascita di un vero e proprio inghiottitoio e reso impermeabile il terreno sottostante, in gran parte argilloso e ricco di ossidi di alluminio. Di conseguenza nei mesi invernali, complice anche le abbondanti precipitazioni, spesso a carattere nevoso, l'inghiottitoio non riesce a drenare l'enorme quantità di acqua che vi si raccoglie, e si forma quindi un vero e proprio "lago" che permane fino agli ultimi giorni primaverili. Le acque raccolte risgorgano poi in corrispondenza delle sorgenti di Capo di Fiume, dalle quali originerà il fiume Aventino, rimanendo ciononostante sempre all'interno del territorio comunale di Palena, nel quale ricade la riserva, costituendo l'estremità più occidentale della provincia di Chieti a ridosso della provincia dell'Aquila. La riserva risulta attraversata dalla ferrovia Sulmona-Isernia in corrispondenza della stazione di Palena.

## Storia
La riserva è stata istituita con decreto ministeriale agricoltura e foreste del 10 ottobre 1982 come riserva naturale statale orientata. Dal 1985 l'intera area è entrata a far parte del Fondo Edifici di Culto del Ministero dell'interno e dal 1993 è stata compresa nel territorio del parco nazionale della Maiella, individuata nel 2009 all'interno della zona A. Durante quest'ultimo anno è stata inoltre riconosciuta all'interno della direttiva habitat come «sito di importanza comunitaria» e inclusa nella zona di protezione speciale dell'Unione europea.

## Flora
La riserva è rivestita per due terzi da boschi e per la restante parte da prati. Quanto ai primi, sono costituiti da piante arboree di acero di Lobelius, acero di monte, acero opalo, carpino bianco, carpino nero, cerro, ciavardello, faggio, frassino maggiore, orniello, salicone e tasso, mentre per quanto riguarda le piante erbacee e floreali, vi sono specie di barbone adriatico, caglio zolfino, calta palustre, carice distica, carice volpina, cinquefoglia, giaggiolo della Marsica, gladiolo palustre, gramigna, orchide incarnata e romice crespa. Tra i funghi, vi sono l'amanita strangulata, l'amanita vaginata, la clitocibe cerussata, la collibia platifilla, il cortinario amaro, il fallo canino, la lacrimaria vellutata, il lattario del peccio, il lattario grigio, la manina cenerina, la mazza d'Ercole, la spatularia gialla, il tricholoma dal piede rosso e la vescia umbrina.

## Fauna
Diversificata è la fauna, che comprende, per i grandi e i piccoli mammiferi, specie di capriolo, cervo nobile, cinghiale, faina, gatto selvatico, lepre, lupo appenninico, martora, orso bruno marsicano, scoiattolo e volpe, e tra gli uccelli, migratori, rapaci e non, specie di airone bianco maggiore, allodola, assiolo, astore, barbagianni, cicogna bianca, civetta, cutrettola, germano reale, gru, gufo, marzaiola, oca selvatica, picchio dorsobianco, piro-piro macchiato, piro-piro piccolo, poiana, sparviero e stiaccino, mentre per quanto concerne l'ittiofauna, specie di gambero di fiume, rovella, salamandrina dagli occhiali settentrionale e salamandra pezzata appenninica, risiedenti dentro e fuori gli ambienti umidi.